# Mohamed Megherbi
Mohamed Megherbi (Oran, 6 mei 1984) is een Algerijns voetballer die momenteel onder contract staat bij MC Alger. Megherbi speelde eerder voor ASM Oran. Hij speelt als aanvaller.